# Marine Delterme
Marine Delterme (Toulouse, 12 de marzo de 1970) es una actriz, escultora y modelo francesa.

## Biografía

### Vida personal
Marine Delterme nació en Toulouse, Francia, pero creció en París. Sus padres trabajaban en el negocio de la restauración de arte. Desde muy temprana edad, Marine mostró una aptitud para el arte. Delterme está casada con Florian Zeller, un novelista y dramaturgo francés. Viven en París y tienen dos hijos, Roman (nacido en 2008) y Gabriel, nacido en 1998 de una relación anterior de Delterme con el actor Jean-Philippe Écoffey. Marine es la mejor amiga de Carla Bruni y fue una de las testigos de Bruni en su boda con el presidente francés Nicolas Sarkozy el 2 de febrero de 2008, que tuvo lugar en el Palacio del Elíseo, París.

### Carrera
Comenzó a modelar cuando tenía 17 años. Vivió un tiempo en la ciudad de Nueva York con Carla Bruni, pero regresó a Francia para comenzar una carrera como actriz. La mayoría de sus papeles han sido en películas en francés. También ha aparecido en papeles para televisión y es la estrella del popular programa de televisión francés Le Juge est Une Femme. Además, Delterme es artista y ha expuesto sus esculturas en París y Nueva York.

## Filmografía seleccionada
- 1988: Puissance de la parole
- 1992: Listopad
- 1992: Savage Nights
- 1993: La Soif de l'or
- 1993: Fanfan
- 1995: When the Cat's Away
- 1998: Michael Kael vs. the World News Company
- 2000: Vatel
- 2002: The Council of Egypt
- 2002: Once Upon an Angel